# Vittorio Calcina
Vittorio Calcina (né en 1847 à Turin, mort en 1916 à Milan) est un des tout premiers cinéastes italiens.

## Biographie
Vittorio Calcina est à l'origine un photographe de profession.
Il devient représentant pour l'Italie des frères Lumière en 1896. La même année, il est l'auteur de la première prise au cinéma d'un pape, quand il immortalise Léon XIII dans les jardins du Vatican, la plus ancienne pellicule italienne qui nous soit parvenue. Le 7 novembre 1896, il organise dans l'ancien hospice de charité, au 33 de la rue du Po 33 à Turin la projection d'une vingtaine de films des frères Lumière, ce qui constitue la première projection publique en Italie.
Il devient ensuite le photographe officiel de la maison de Savoie. C'est en cette qualité qu'il produit le premier film italien, Sa Majesté le roi Umberto et Sa Majesté la reine Margherita se promenant dans le parc à Monza, perdu de nos jours.
Il termine sa carrière de réalisateur de courts métrages en 1905, quand il reprend l'activité de représentant des frères Lumière en Italie.

## Filmographie
- 1896 : Sua Maestà il Re Umberto e Sua Maestà la Regina Margherita a passeggio per il parco a Monza
- 1896 : Sua Santità papa Leone XIII
- 1897 : Le principi di Napoli a Firenze
- 1898 : Varo della Emanuele Filiberto a Castellammare
- 1898 : L'entrata dell'esposizione di Torino
- 1898 : Ciclisti romani in arrivo a Torino
- 1899 : Il re alla rivista delle truppe reduci dalle grandi manovre l'8 settembre 1899
- 1899 : La passione di Cristo
- 1900 : Il corteo funebre di accompagnamento alla salma di re Umberto
- 1901 : La nave Stella Polare del Duca degli Abruzzi
- 1905 : Il terremoto in Calabria

## Crédit d'auteurs
- (it) Cet article est partiellement ou en totalité issu de l’article de Wikipédia en italien intitulé « Vittorio Calcina » (voir la liste des auteurs).